# Nerax caudex
Nerax caudex là một loài ruồi trong họ Asilidae. Nerax caudex được Walker miêu tả năm 1849.